# Bill Guttridge
William Henry „Bill“ Guttridge (* 4. März 1931 in Darlaston; † 6. April 2013 in Walsall) war ein englischer Fußballspieler und -trainer. Der linke Außenverteidiger war Teil der Meistermannschaft der Wolverhampton Wanderers in der Saison 1953/54 und danach langjähriger Bestandteil des FC Walsall, den er als Kapitän zu zwei Aufstiegserfolgen in Serie bis in die Zweitklassigkeit führte.

## Sportlicher Werdegang
Guttridge arbeitete und spielte für die Metroshaft Works in der lokalen Wolverhampton Works League, bevor es ihn im Jahr 1947 zum örtlichen Profiklub Wolverhampton Wanderers verschlug. Im Alter von 17 Jahren erhielt der für seine Zweikampfstärke bekannte linke Verteidiger dort einen Profivertrag und er blieb sechs Jahre in Molineux. Zu Einsätzen in der ersten Mannschaft reichte es jedoch oft nicht und er absolvierte in dieser Zeit lediglich sechs Ligapartien. Dazu zählen zwei Begegnungen in der Meistersaison 1953/54; ein kleiner Höhepunkt war dann noch am 24. September 1954 seine Teilnahme an der torreichen Charity-Shield-Partie (dem englischen Pendant des „Supercups“) gegen West Bromwich Albion (4:4).
Kurz darauf wechselte Guttridge im November 1954 zum nahegelegenen Drittligisten FC Walsall, die Ablösesumme soll nach Presseangaben bei 2.500 £ gelegen haben. Die Einschätzung eines Klubdirektors von Walsall, mit Guttridge einen „vielseitig einsetzbaren Spieler“ verpflichtet zu haben, bestätigte sich über die nächsten Spielzeiten. Unter Trainer Major Frank Buckley zunächst Stammspieler auf der rechten Verteidigerposition, verlor er seinen Platz im Team zur folgenden Saison an Harry Haddington und kam in den folgenden beiden Spielzeiten auch regelmäßig in der Läuferreihe zum Einsatz. In der Saison 1957/58 rückte er für den verletzten Eric Perkins als linker Verteidiger wieder dauerhaft in die Mannschaft, auf dem 20. Tabellenplatz liegend verpasste das Team die Qualifikation für die eingleisige Third Division deutlich und wurde in die neu geschaffene Fourth Division eingeordnet. In der Folge war Guttridge unumstrittener Stammspieler unter Trainer Bill Moore, stieg 1959 zum Mannschaftskapitän auf und führte das Team zu zwei Aufstiegserfolgen in Serie bis hinauf in die zweithöchste englische Spielklasse, wobei Guttridge in der Drittligasaison 1960/61 durch einen Knorpelschaden auf 19 Saisoneinsätze limitiert blieb. Trotz seines Spitznamens „Chopper“ (dt. Hackmesser) galt Guttridge als unnachgiebiger und fairer Spieler, dessen herausragendes Merkmal seine Grätschen waren.
Am Ende der Zweitligasaison 1961/62, in deren Verlauf Guttridge nochmals zu 16 Ligaeinsätzen gekommen war und in der vierten Runde des FA Cups erst im Wiederholungsspiel dem Erstligisten FC Fulham mit dem Innensturmtrio Graham Leggat, Jackie Henderson und Johnny Haynes unterlag, wurde ihm ein ablösefreier Wechsel gestattet. Er schloss sich im Non-League football zunächst Macclesfield Town in der Cheshire League an, bei dem Klub wurde er in der Saison 1962/63 vereinsintern zum Spieler des Jahres gekürt und gewann 1963/64 neben der Ligameisterschaft auch den Cheshire Senior Cup. 1964 wechselte er zum in der West Midlands (Regional) League spielenden FC Stourbridge, bei dem er neben seinem früheren Walsall-Mitspieler Jimmy Dudley zu den populärsten Spielern zählte. 1966 zog es ihn ligaintern weiter zum FC Darlaston, wo er mit John Sharples, Granville Palin und Gordon Wills an der Seite mehrerer früherer Walsall-Mannschaftskameraden spielte. Im Juni 1967 übernahm er Traineraufgaben bei Darlaston; Anfang 1969 endete seine Zeit bei dem Klub. Er trainierte zudem 13 Jahre lang im Jugendbereich seines Ex-Klubs in Walsall.
Nach seinem Ausscheiden aus dem Fußballgeschäft arbeitete Guttridge 30 Jahre im Servicebereich einer Abteilung für Spritzlackierungen von Waschmaschinen. Er verstarb im Alter von 82 Jahren in Walsall, nachdem er bereits in den Jahren zuvor an der Parkinson-Krankheit und mehrfachen Lungenentzündungen gelitten hatte.

## Titel/Auszeichnungen
- Charity Shield: 1954 (geteilt)